# Rocky Johnson
Rocky Johnson, nato Wayde Douglas Bowles (Amherst, 24 agosto 1944 – Lutz, 15 gennaio 2020), è stato un wrestler e pugile canadese.
Molto popolare negli anni settanta e ottanta, è anche noto per essere il padre dell'attore e wrestler Dwayne "The Rock" Johnson. Nel corso della sua carriera nel wrestling ha vinto il NWA Georgia Heavyweight Championship e l'NWA Southern Heavyweight Championship (Memphis version), oltre a vincere molti altri titoli.
Assieme a Tony Atlas, Johnson è stato un componente del primo tag team di colore a vincere il WWF Tag Team Championship nella World Wrestling Federation.

## Primi anni
Wayde Douglas Bowles è nato in Canada, più precisamente ad Amherst, nella Nuova Scozia, dove è cresciuto, quarto di cinque figli di Lillian e di Henry James Bowles. Discendeva da schiavi afroamericani fuggiti durante la Guerra d'indipendenza americana e da irlandesi. All'età di 16 anni si trasferì a Toronto, nell'Ontario, dove ha iniziato a praticare il wrestling e ha lavorato come camionista. Inizialmente fu addestrato per essere un pugile, e combatté con atleti del calibro di Muhammad Ali e George Foreman, ma era sempre affascinato dal wrestling.

## Carriera nel wrestling

### National Wrestling Alliance
Creatosi un nome d'arte ispirato ai pugili Rocky Marciano e Jack Johnson, ha iniziato la sua carriera come wrestler a metà degli anni sessanta. Nel 1970 ha lottato in diversi match per l'NWA World Heavyweight Championship nella National Wrestling Alliance contro gli allora campioni Terry Funk e Harley Race, ma è nella divisione tag team che ha ottenuto maggiori successi, vincendo diversi titolo regionali tag team nella NWA. Ha anche lottato mascherato con il ring name di  Sweet Ebony Diamond.

### World Wrestling Federation
Nel 1983 fu reclutato dalla World Wrestling Federation, dove ebbe delle faide con Don Muraco, Greg Valentine, Mike Sharpe, Buddy Rose e Adrian Adonis. Ha poi formato un tag team con Tony Atlas e i due sconfissero i Wild Samoans (Afa e Sika), per il WWF Tag Team Championship il 15 novembre 1983. Furono il primo tag team di colore a vincere tale titolo ed erano collettivamente conosciuti come "The Soul Patrol".

### Ritiro
Dopo il ritiro nel 1991, insieme a Pat Patterson, addestrò suo figlio Dwayne a lottare. Mentre inizialmente era riluttante all'ingresso di suo figlio nel mondo del wrestling perché sapeva che era estremamente difficile, accettò di allenare il figlio con la condizione che non si sarebbe mai trattenuto. Johnson è stato fondamentale per la formazione di Dwayne (poi ribattezzato Rocky Maivia, collegamento tra il nome del padre e il cognome del nonno). Inizialmente Johnson era presente durante i match del figlio, salendo sul ring per aiutarlo dopo che quest'ultimo venne attaccato da The Sultan e The Iron Sheik a WrestleMania XIII. Johnson non è stato più visto dopo il flop del personaggio di Rocky Maivia, ma suo figlio raggiunse la popolarità con il nome di The Rock.
Johnson è stato assunto come allenatore per il vivaio della WWE a inizio 2003, ma è stato licenziato nel maggio dello stesso anno. Il 25 febbraio 2008 è stato annunciato come candidato per la WWE Hall of Fame insieme al suocero Peter Maivia. I due sono stati inseriti nella Hall of Fame il 29 marzo 2008 da suo figlio Dwayne. Una settimana prima, il 22 marzo, Johnson combatté il suo ultimo match a Toronto per la Wrestling Stranglehold.
Nei primi giorni del 2020 Johnson iniziò a sentirsi male ma, probabilmente sottovalutando i sintomi, decise di non farsi dei controlli più approfonditi. L'ex pugile e wrestler scomparve il 15 gennaio dello stesso anno.

## Vita privata
Johnson sposò la figlia di Peter Maivia, Ata Maivia. Ata incontrò Rocky dopo che Maivia e Johnson combatterono insieme in tag team match. Maivia disapprovava la relazione, non per qualcosa di personale contro Johnson, ma a causa del suo lavoro. La coppia ebbe una figlia, Wanda, nel 1967, e un figlio, Dwayne, nel 1972.
Johnson viveva a Davie, in Florida, con la moglie Ata, ma poi divorziò. Egli ha anche altri due figli. Johnson fu il primo non-samoano a essere nominato "grande capo". Il suo titolo è Tafiaiafi High Chief.

## Personaggio

### Mosse finali
- Boston crab
- Dropkick
- Johnson/Rocky Shuffle (tre colpi mancini seguiti da un pugno)

### Soprannomi
- "Soulman"

## Titoli e riconoscimenti
- American Wrestling Association
  - AWA Southern Tag Team Championship (2) – con Jimmy Valiant (1) e Soul Train Jones (1)
- Championship Wrestling from Florida
  - NWA Brass Knuckles Championship (Florida version) (1)[9]
  - NWA Florida Heavyweight Championship (2)[10]
  - NWA Florida Tag Team Championship (1) – con Pedro Morales)[11]
  - NWA Florida Television Championship (1)[12]
- Georgia Championship Wrestling
  - NWA Georgia Heavyweight Championship (1)[13]
  - NWA Georgia Tag Team Championship (1) – con Jerry Brisco[14]
  - NWA Macon Tag Team Championship (1) – con Danny Little Bear[15]
- Mid-Atlantic Championship Wrestling
  - NWA Mid-Atlantic Television Championship (2)[16]
- NWA: All-Star Wrestling
  - NWA Canadian Tag Team Championship (Vancouver version) (1) – con Don Leo Jonathan[17]
- NWA Big Time Wrestling
  - NWA Brass Knuckles Championship (Texas version) (1)[18]
  - NWA Texas Heavyweight Championship (2)[19]
  - NWA Texas Tag Team Championship (1) – con Jose Lothario[20]
- NWA Detroit
  - NWA World Tag Team Championship (Detroit version) (1) – con Ben Justice[21]
- NWA Hollywood Wrestling
  - NWA Americas Heavyweight Championship (1)[22]
  - NWA Americas Tag Team Championship (1) – con Earl Maynard[23]
  - NWA Beat the Champ Television Championship (2)[24]
- NWA Mid-America/Continental Wrestling Association
  - CWA/AWA International Tag Team Championship (1) – con Bill Dundee[25]
  - NWA Southern Heavyweight Championship (Memphis version) (1)[26]
- NWA San Francisco
  - NWA San Francisco United States Championship (1)[27]
  - NWA San Francisco Tag Team Championship (4) – con Pat Patterson (3) e Pepper Gomez (1)[28]
- Pacific Northwest Wrestling
  - NWA Pacific Northwest Heavyweight Championship (1)[29]
  - NWA Pacific Northwest Tag Team Championship (2) – con Brett Sawyer (1) e Iceman Parsons (1)[30]
- Pro Wrestling Illustrated
  - 211º tra i 500 migliori wrestler singoli nella "PWI Years" (2003)
- World Wrestling Federation
  - WWF Tag Team Championship (1) – con Tony Atlas[31]
  - WWE Hall of Fame (Classe del 2008)